# 前川守
前川守（まえかわ まもる、1958年2月17日 - ）は日本の経企・内閣府官僚。
内閣府大臣官房人事課長、総括審議官、経済社会総合研究所次長、内閣府政策統括官（経済財政運営担当）、経済社会総合研究所長、内閣府審議官などを務めた。

## 来歴
本籍島根県、山口県防府市生れ、広島大学附属中学・高校卒業、東京大学文学部社会学科卒業。東大在学中は弁論部所属、在学中に国家公務員上級甲種試験（経済）を受け、1982年 経済企画庁入庁。
麻生経済企画庁長官秘書官（事務担当）、内閣官房中央省庁等改革推進本部事務局内閣班企画官として内閣府及び経済財政諮問会議の制度設計・法案作成を行う、福田内閣官房長官秘書官（事務担当）、内閣府政策統括官（経済財政 - 運営担当）付参事官（企画・経済対策担当）、内閣府政策統括官（経済財政運営担当）付参事官（経済対策、金融担当）、内閣府政策統括官（経済財政運営担当）付参事官（総括担当）、内閣府大臣官房人事課長などを務める。人事課長4年は歴代最長。
2012年1月10日 内閣府大臣官房総括審議官、東日本大震災一周年追悼式や主権回復・国際社会復帰を記念する式典といった政府の公式行事を多く担当。2013年8月1日 経済社会総合研究所次長兼内閣府大臣官房審議官（大臣官房担当）。2014年7月22日 内閣府政策統括官（経済財政運営担当）。2016年6月17日 経済社会総合研究所長。2017年7月11日から内閣府審議官（経済財政、防災等担当）。2018年7月22日 退官。
現職は、ヤンマーホールディングス顧問及びレオス・キャピタルワークス顧問。趣味は茶道（大日本茶道学会正教授、茶名仙陞）と将棋。

## 略歴
- 1982年4月：経済企画庁入庁。
- 1985年5月：通商産業省中小企業庁金融課企画係長。
- 1987年7月：経済企画庁調整局経済協力第一課専門調査員。
- 1989年7月：経済企画庁総合計画局副計画官（産業一般担当）。
- 1990年2月：外務省在チェコ・スロヴァキア大使館二等書記官。
- 1992年4月：外務省在チェコ・スロヴァキア大使館一等書記官。
- 1993年5月：経済企画庁長官官房秘書課長補佐。
- 1993年7月：国土庁計画・調整局総務課長補佐。
- 1995年7月：経済企画庁総合計画局計画課経済構造調整推進室長心得。
- 1996年4月：経済企画庁総合計画局計画課経済構造調整推進室長。
- 1996年11月： 麻生太郎経済企画庁長官秘書官（事務担当）。
- 1997年9月：経済企画庁調整局調整課市場開放問題苦情処理対策官。
- 1998年4月：経済企画庁調整局調整課貿易投資対策官。
- 1998年7月1日：経済企画庁総合計画局計画課計画企画官。
  - 1998年7月15日：兼 内閣官房内閣内政審議室 兼 内閣官房中央省庁等改革推進本部事務局企画官（〜2000年7月31日）。
- 2001年1月6日：内閣府大臣官房参事官（総務課、会計課及び企画調整課担当）。
- 2002年1月：福田康夫内閣官房長官秘書官（事務担当）。
- 2004年1月：内閣府政策統括官（経済財政 - 運営担当）付参事官（企画・経済対策担当）。
- 2005年4月：内閣府政策統括官（経済財政運営担当）付参事官（経済対策、金融担当）。
- 2006年7月：内閣府政策統括官（経済財政運営担当）付参事官（総括担当）。
- 2007年7月：内閣府大臣官房人事課長。
- 2010年7月：内閣府大臣官房審議官（大臣官房及び経済財政運営担当） 兼 内閣府大臣官房人事課長。
- 2011年8月：内閣府大臣官房審議官（大臣官房、経済財政運営及び経済社会システム担当）。
- 2011年8月：内閣府大臣官房審議官（大臣官房及び経済社会システム担当）。
- 2012年1月10日：内閣府大臣官房総括審議官。
  - 2012年1月：兼 内閣府大臣官房東日本大震災一周年追悼式準備室長（〜2012年4月23日）。
  - 2013年1月：兼 内閣府大臣官房東日本大震災二周年追悼式準備室長（〜2013年3月31日）。
  - 2013年3月：兼 内閣府大臣官房主権回復・国際社会復帰を記念する式典準備室長（〜2013年6月28日）。
- 2013年8月1日：経済社会総合研究所次長 兼 内閣府大臣官房審議官（大臣官房担当） 。
- 2014年7月22日：内閣府政策統括官（経済財政運営担当） 兼 内閣官房内閣審議官（内閣官房副長官補（内政担当）付）。
  - 2015年10月15日：兼 内閣官房一億総活躍推進室次長。
- 2016年6月17日：経済社会総合研究所長。
- 2017年7月11日：内閣府審議官（経済財政担当）[1]。
- 2018年7月22日：退官。